# جنبش بازگشت به سرزمین
جنبش بازگشت به زمین، به هر یک از جنبش‌های مختلف کشاورزی در دوره‌های مختلف تاریخی اطلاق می‌شود. وجه مشترک، فراخوانی برای مردم است تا به زمین‌های کوچک روی آورند و با تأکید بر درجهٔ بالاتری از خودکفایی، خودمختاری و جامعهٔ محلی نسبت به شیوهٔ زندگی صنعتی یا پساصنعتی رایج، غذا را از زمین پرورش دهند. انگیزه‌های متنوعی پشت چنین جنبش‌هایی وجود داشته است، مانند اصلاحات اجتماعی، اصلاح ارضی و تلاش جنگی داخلی. گروه‌های درگیر شامل اصلاح‌طلبان سیاسی، هیپی‌های پادفرهنگ و جدایی‌طلبان مذهبی بوده‌اند.
این مفهوم در آغاز قرن بیستم توسط فعال اجتماعی بولتون هال، که کشاورزی در زمین‌های خالی را در شهر نیویورک راه‌اندازی کرد و کتاب‌های زیادی در این زمینه نوشت، در ایالات متحده رواج یافت؛ و توسط پیرو او رالف بورسودی، که به خاطر آزمایش‌های عملی‌اش در زمینه زندگی خودکفا در دهه‌های ۱۹۲۰ و ۱۹۳۰ شناخته می‌شود. با این حال، این رسم حتی قبل از آن زمان در اروپا رواج داشت.
در طول جنگ جهانی دوم، زمانی که بریتانیای کبیر با محاصره زیردریایی‌های آلمانی مواجه شد، کمپینی با عنوان «برای پیروزی حفاری کنید» شهروندان را ترغیب کرد تا با پرورش سبزیجات در هر قطعه زمین موجود، با کمبود مواد غذایی مبارزه کنند. در ایالات متحده آمریکا بین اواسط دهه ۱۹۶۰ و اواسط دهه ۱۹۷۰ جنبش بازگشت به زمین احیا شد و تعداد قابل توجهی از مردم از شهرها به مناطق روستایی مهاجرت کردند.
جنبش بازگشت به زمین پیوندهای ایدئولوژیکی با توزیع‌گرایی دارد، تلاشی در دهه‌های ۱۹۲۰ و ۱۹۳۰ برای یافتن «راه سوم» بین سرمایه‌داری و سوسیالیسم.

## در طول تاریخ
گری اسنایدر، مفسر اجتماعی و شاعر آمریکایی، نقل کرده است که در طول قرن‌ها و در سراسر جهان، جنبش‌های جمعیتی بازگشت به سرزمین اصلی وجود داشته است، که عمدتاً به دلیل وقوع مشکلات شدید شهری بوده است، جایی که مردم احساس نیاز به زندگی بهتر و/یا اغلب صرفاً برای زنده ماندن می‌کردند.
جین جیکوبز، مورخ و فیلسوف شهرسازی، در مصاحبه‌ای با استوارت برند اظهار داشت که با سقوط روم، ساکنان شهر دوباره در مناطق روستایی منطقه ساکن شدند.
از نقطه نظر دیگری، یی-فو توان این دیدگاه را مطرح می‌کند که چنین روندهایی اغلب توسط احساسات مورد توجه قرار گرفته و برانگیخته شده‌اند. او در کتاب خود با عنوان «توپوفیلیا» که در سال ۱۹۷۴ منتشر شد، می‌نویسد: «آگاهی از گذشته عنصر مهمی در عشق به مکان است.» توآن می‌نویسد که قدردانی از طبیعت از ثروت، امتیاز و ارزش‌های متضاد شهرها سرچشمه می‌گیرد. او استدلال می‌کند که ادبیات مربوط به زمین (و متعاقباً، دربارهٔ بازگشت به زمین) عمدتاً احساساتی است؛ او می‌نویسد: «دربارهٔ نگرش کشاورزان به طبیعت اطلاعات کمی وجود دارد…» توآن نمونه‌های تاریخی از تمایل متمدن‌ها به فرار از تمدن را در دوران هلنیستی، رومی، آگوستی و رمانتیک و از یکی از قدیمی‌ترین اسطوره‌های ثبت‌شده، حماسه گیلگمش، می‌یابد.

## آمریکای شمالی
در مورد آمریکای شمالی، بسیاری از افراد و خانوارها در زمان‌های مختلف از شرایط شهری یا حومه شهری به مناطق روستایی نقل مکان کرده‌اند؛ برای مثال، گفته می‌شود رالف بورسودی، نظریه‌پرداز اقتصادی و آزمایشگر آمریکایی ساکن زمین (نویسنده کتاب «پرواز از شهر») هزاران نفر از مردم شهرنشین را تحت تأثیر قرار داده است تا در طول رکود بزرگ، زندگی مدرن روستایی را امتحان کنند. شهر آرتوردیل، ویرجینیای غربی، در سال ۱۹۳۳ و بر اساس طرح نیودیل و با استفاده از ایده‌های بازگشت به زمین که در آن زمان رایج بود، ساخته شد.
پس از جنگ جهانی دوم، دوباره علاقهٔ نسبتاً زیادی برای مهاجرت به زمین‌های روستایی وجود داشت. در سال ۱۹۴۷، بتی مک‌دونالد کتابی به نام «تخم‌مرغ و من» منتشر کرد که بعدها به کتابی محبوب تبدیل شد و داستان ازدواج و سپس نقل مکانش به مزرعه‌ای کوچک در شبه‌جزیره المپیک در ایالت واشینگتن را روایت می‌کرد. این داستان مبنای یک فیلم کمدی موفق با بازی کلودت کولبرت و فرد مک‌موری شد.
فارلی موات، نویسنده کانادایی، می‌گوید بسیاری از کهنه‌سربازان بازگشته از جنگ جهانی دوم، به دنبال زندگی معناداری به دور از پستی و فرومایگی جنگ مدرن بودند و تجربه خودش را نمونه‌ای از این الگو می‌داند. در کانادا، کسانی که به دنبال زندگی کاملاً خارج از شهرها، حومه‌ها و شهرستان‌ها بودند، اغلب به مناطق نیمه‌بکر نقل مکان می‌کردند.
با این حال، پدیده بعدی دهه‌های ۱۹۶۰ و ۱۹۷۰ به ویژه قابل توجه بود زیرا روند جابجایی روستایی به اندازه کافی قابل توجه بود که در آمار جمعیتی آمریکا شناسایی شود.
شاید بتوان ریشه‌های این جنبش را در برخی از کتاب‌های بردفورد انجیِر، مانند «در خانه در جنگل» (۱۹۵۱) و «ما آن را وحشی دوست داریم» (۱۹۶۳)، «ما به جنگل رفتیم» (۱۹۴۲) اثر لوئیز دیکینسون ریچ و کتاب‌های بعدی‌اش، یا شاید حتی به طور قانع‌کننده‌تری در انتشار کتاب «زندگی خوب» نوشته هلن و اسکات نیرینگ در سال ۱۹۵۴، جستجو کرد. این کتاب شرح نقل مکان خانوادهٔ نِیرینگ به خانه‌ای قدیمی‌تر در منطقه‌ای روستایی در ورمانت و سبک زندگی خودکفا و ساده‌ی آن‌ها است. در حرکت اولیه خود، خانوادهٔ نیرینگ تحت تأثیر شرایط رکود بزرگ و تحت تأثیر نویسندگان پیشین، به ویژه هنری دیوید ثورو، قرار گرفتند. کتاب آنها شش سال پس از انتشار کتاب «سالنامه شهرستان سند» نوشته آلدو لئوپولد، بوم‌شناس و فعال محیط زیست، در سال ۱۹۴۸ منتشر شد. گذشته از تأثیرات، خانوادهٔ نیرینگ برنامه‌ریزی کرده و سخت کار کرده بودند و خانه و زندگی خود را طبق یک برنامهٔ دوازده ماده‌ای که تهیه کرده بودند، توسعه داده بودند.
روایت فیلم مستند «طراحی اکولوژیکی: اختراع آینده» ساخته فیل کوزینو بیان می‌کند که در دهه‌های پس از جنگ جهانی دوم، «جهان مجبور شد با سایه تاریک علم و صنعت روبرو شود… ندایی رسا برای بازگشت به زندگی در مقیاس انسانی به گوش می‌رسید.» تا اواخر دهه ۱۹۶۰، بسیاری از مردم متوجه شده بودند که با ترک زندگی شهری یا حومه شهری خود، کاملاً فاقد هرگونه آشنایی با اصول اولیه زندگی مانند منابع غذایی (مثلاً شکل گیاه سیب‌زمینی یا عمل دوشیدن شیر گاو) هستند - و به طور کلی احساس می‌کردند که با طبیعت ارتباط برقرار نکرده‌اند. اگرچه جنبش بازگشت به سرزمین دقیقاً بخشی از جنبش پادفرهنگ دهه ۱۹۶۰ نبود، اما این دو جنبش تا حدودی در مشارکت با یکدیگر همپوشانی داشتند.
بسیاری از مردم جذب شدند تا با اصول اولیه ذکر شده بیشتر ارتباط برقرار کنند. با این حال، این جنبش می‌توانسته از جنبه‌های منفی زندگی مدرن نیز تغذیه شده باشد: مصرف‌گرایی لجام‌گسیخته، شکست‌های دولت و جامعه، از جمله جنگ ویتنام، و زوال عمومی شهرها، از جمله نگرانی فزاینده عمومی در مورد آلودگی هوا و آب. رویدادهایی مانند رسوایی واترگیت و بحران انرژی ۱۹۷۳ در شکل‌گیری این دیدگاه‌ها نقش داشتند. بعضی افراد، سختی و کسالت «بالا رفتن از نردبان ترقی در شرکت» را رد می‌کردند. در کنار میل به ارتباط مجدد با طبیعت، میل به ارتباط مجدد با کار فیزیکی نیز وجود داشت. جین لاگسدون، کشاورز و نویسنده، هدف را به درستی اینگونه بیان کرد: «نوعی استقلال که موفقیت را بر اساس میزان غذا، لباس، سرپناه و رضایتی که می‌توانم برای خودم تولید کنم، تعریف می‌کند، نه اینکه چقدر می‌توانم بخرم .»
همچنین بخشی در درون جنبش وجود داشت که با زندگی روستایی و کشاورزی آشنا بودند، مهارت‌هایی داشتند و زمین خودشان را می‌خواستند تا بتوانند نشان دهند که کشاورزی ارگانیک می‌تواند عملی و از نظر اقتصادی موفق باشد.
علاوه بر خانوادهٔ نیرینگ و دیگر نویسندگانی که بعدها در همین راستا نوشتند، یکی دیگر از تأثیرات دنیای نشر آمریکا، «کاتالوگ‌های تمام زمین» بود. استوارت برند و حلقه‌ای از دوستان و خانواده‌اش این تلاش را در سال ۱۹۶۸ آغاز کردند، زیرا برند معتقد بود که موج عظیمی از زیست‌شناسان، طراحان، مهندسان، جامعه‌شناسان، کشاورزان ارگانیک و آزمایشگران اجتماعی وجود دارد که آرزو دارند تمدن را در راستایی که می‌توان آن را «پایدار» نامید، متحول کنند. برند و همکارانش فهرستی از «ابزارها» ایجاد کردند - که به طور کلی شامل کتاب‌های مفید، ابزارهای طراحی، نقشه‌ها، ابزارهای باغبانی، ابزارهای نجاری و بنایی، تجهیزات فلزکاری و موارد دیگر می‌شد.
یکی دیگر از نشریات مهم، «اخبار مادر زمین» بود، نشریه‌ای (که در ابتدا به صورت روزنامه منتشر می‌شد) که چند سال پس از کاتالوگ تأسیس شد. این مجله که در نهایت تیراژ بالایی به دست‌آورد، بر مقالات آموزشی، داستان‌های شخصی مالکان موفق و نوپا، مصاحبه با متفکران کلیدی و مواردی از این دست متمرکز بود. این مجله اظهار داشت که فلسفه‌اش مبتنی بر بازگرداندن میزان بیشتری از کنترل زندگی مردم به خودشان است.
بسیاری از کاوشگران آمریکای شمالی که در دهه‌های ۱۹۶۰ و ۱۹۷۰ به ماه بازگشتند، از «اخبار مادر زمین»، «کاتالوگ‌های کل زمین» و نشریات مشتق‌شده از آن استفاده می‌کردند. اما با گذشت زمان، این جنبش، کم و بیش مستقل از انگیزه‌های دنیای نشر، افراد بیشتری را به خود جذب کرد.

## برای مطالعهٔ بیشتر
- اگنیو، الینور. بازگشت از سرزمین: چگونه جوانان آمریکایی در دهه ۱۹۷۰ به طبیعت رفتند و چرا بازگشتند؟ ۲۰۰۵. (۱۳۸۴)
- برند، استوارت و همکاران، ویراستاران، ۱۹۶۸–۱۹۹۸، کاتالوگ‌های کل زمین
- کافی، ریچارد ای. باگتروتر .شابک ‎۰-۹۶۴۱۹۰۸-۱-۸شماره استاندارد بین‌المللی کتاب 0-9641908-1-8 (چاپ مجدد به همراه پسگفتار نویسنده).
- کرل، جان ۲۰۰۷. خاطرات شهر دراپ: اولین کمون هیپی دهه ۱۹۶۰ و تابستان عشق آی یونیورس شماره استاندارد بین‌المللی کتاب ۰-۵۹۵-۴۲۳۴۳-۴
- فیرز، نیکول ۲۰۰۶. زندگی آگاهانه: راهنمای نهایی خانه‌داریشابک ‎۰-۹۷۸۲۰۴۲-۰-۴شماره استاندارد بین‌المللی کتاب ۰-۹۷۸۲۰۴-۰-۴
- فیرفیلد، ریچارد. آرمان‌شهر مدرن: جوامع جایگزین دهه‌های ۶۰ و ۷۰ میلادی رسانه فرایند، ۲۰۱۰.
- گرانت، برایان ال. «بررسی جنبش بازگشت به زمین در دهه هفتاد». منتشر شده به صورت آنلاین در بازگشت به سرزمین
- جیکوب، جفری کارل. پیشگامان جدید: جنبش بازگشت به سرزمین و جستجوی آینده‌ای پایدار انتشارات دانشگاه ایالتی پن. ۱۹۹۷ میلادی.شابک ‎۹۷۸-۰-۲۷۱-۰۲۹۸۹-۴شماره استاندارد بین‌المللی کتاب ۹۷۸-۰-۲۷۱-۰۲۹۸۹-۴.
- نیرینگ، هلن و نیرینگ، اسکات، ۱۹۵۴. زندگی خوب. (زیستن زندگی خوب)شابک ‎۰-۸۰۵۲-۰۹۷۰-۰شماره استاندارد بین‌المللی کتاب 0-8052-0970-0 (نسخه تجدید چاپ).
- نیرینگ، هلن و نیرینگ، اسکات، ۱۹۷۹. ادامهٔ زندگی خوب.
- فیلیپس، جارد ام. هیپبیلیز: انقلاب عمیق در اوزارک‌های آرکانزاس. انتشارات دانشگاه آرکانزاس، ۲۰۱۹.شابک ‎۹۷۸۱۶۱۰۷۵۶۵۹۴شماره استاندارد بین‌المللی کتاب ۹۷۸۱۶۱۰۷۵۶۵۹۴
- اخبار مادر زمین، مجله‌ای مختص سبک زندگی
- دالوز، کیت، ۲۰۱۶ «ما همچون خدایان هستیم: بازگشت به سرزمین در دهه ۱۹۷۰ در تلاش برای آمریکای جدید»شابک ‎۱۶۱۰۳۹۲۲۵۶